# Gedächtniskapelle Weitenegg
Die Gedächtniskapelle Weitenegg steht auf Weitenegg 16 in der Marktgemeinde Leiben im Bezirk Melk in Niederösterreich. Die der heiligen Elisabeth von Thüringen geweihte römisch-katholische Kapelle der Pfarre Ebersdorf gehört zum Dekanat Maria Taferl in der Diözese St. Pölten.

## Geschichte
1927 beauftragte Bundeskanzler Prälat Ignaz Seipel neben dem Geburtshaus seiner Mutter in Weitenegg 16 den Bau einer Kapelle. Das Haus und die Kapelle schenkte er dem Frauenorden Caritas Socialis. Der Orden betreute ebendort bis zum Anschluss Österreichs an Hitler-Deutschland 1938 einen Kindergarten. Von 1945 bis 1957 waren die Caritasschwestern wieder in Weitenegg. Seit 1958 sind Haus und Kapelle im Privatbesitz der Familie Anna und Johann Karl.